# Bridgeport, New Jersey
Bridgeport är ett kommunfritt område inom Logan Township, beläget i Gloucester County, New Jersey.
Bridgeport är tillsammans med Swedesboro en av blott två bosättningar i New Jersey som grundades som en del av kolonin Nya Sverige, vid fästningen Nya Elfsborg. Bridgeport kallades ursprungligen Nya Stockholm, men ändrades senare till det nuvarande namnet.